# تاتا یانگ
تاتا یانگ (تایلندی: อมิตา มารี ยัง؛ زادهٔ ۱۴ دسامبر ۱۹۸۰) خواننده، مدل (شخص)، هنرپیشه، و بازیگر سینما اهل تایلند است.